# ستيوارت ريد
ستيوارت ريد (بالإنجليزية: Daniel Stewart Reid)‏ هو سياسي نيوزلندي، ولد في 30 أكتوبر 1867 في نيوزيلندا، وتوفي في 6 مايو 1952. حزبياً، نشط في Reform Party (New Zealand) ‏. وقد انتخب عضو مجلس النواب النيوزيلندي.